# Tegenaria parietina
Tegenaria parietina (лат.) — крупный паук в Европе, распространённый также от Северной Африки до Центральной Азии

## Описание
Самки имеют длину тела до 20 мм, самцы — до 17 мм. Их ноги примерно в три раза длиннее. Они красновато-коричневые, но молодые пауки могут быть гораздо бледнее вплоть до последней линьки. Вблизи их легко отличить от T. domestica по длине ног: передняя пара почти такая же длинная, как у видов рода Eratigena, в то время как задняя пара не укорочена и похожа на T. domestica. У них также есть более обильные волосы на голенях.

## Таксономия
Этот вид был впервые описан Антуаном Франсуа де Фуркруа в 1785 году как Aranea parietina. Он называл его «коричневым домашним пауком», который жил в углах комнат. Его нынешнее родовое размещение было дано Эженом Симоном в 1875 году.